# Mantilatos
Der Mantilatos (Μαντιλάτος, von griechisch μαντίλι Taschentuch, weil die Tänzer ein Taschentuch in der Hand schwingen) ist einer der schnellsten Tänze Griechenlands. Er wird im 7/16-Rhythmus getanzt. Der Grund, weshalb er heute nicht mehr übermäßig verbreitet ist und fast nur noch in Thrakien getanzt wird, liegt vermutlich am Bevölkerungsaustausch zwischen Griechenland und der Türkei, der im Anschluss an die „Große Katastrophe“ vereinbart worden war, und an dem damit verbundenen Wegzug der griechischen Bevölkerung. Bis 1922 war der Tanz an der gesamten Schwarzmeerküste bis nach Trapezounta verbreitet.